# Ligat ha’Al (2012/2013)
Ligat ha’Al 2012/2013 (hebr. ליגת העל albo zwana Izraelską Ekstraklasą lub ze względów sponsorskich Ligat Winner) – 
była 14. edycją najwyższej klasy rozgrywkowej piłki nożnej w Izraelu pod tą nazwą. 
Brało w niej udział 14 drużyn, które w okresie od 25 sierpnia 2012 do 20 maja 2013 rozegrały 36 kolejek meczów. 
W porównaniu z poprzednim sezonem, oprócz mniejszej liczby drużyn, zmieniono podział zespołów po fazie zasadniczej. Grupę mistrzowską utworzyło sześć zespołów, a spadkową osiem. 
Obrońcą tytułu była drużyna Ironi Kirjat Szemona.
Mistrzostwo po raz dziewiętnasty w historii zdobyła drużyna Maccabi Tel Awiw.

## Drużyny
| Uczestnicy poprzedniej edycji                                                                                 | Uczestnicy poprzedniej edycji | Uczestnicy poprzedniej edycji | Uczestnicy poprzedniej edycji |
| --- | ----------------------------- | ----------------------------- | ----------------------------- |
| IKS | Hapoel Ironi Kirjat Szemona   | 1                             |                               |
| HTA | Hapoel Tel Awiw               | 2                             |                               |
| BNY | Bene Jehuda Tel Awiw          | 3                             |                               |
| MNE | Maccabi Netanja               | 4                             |                               |
| MHA | Maccabi Hajfa                 | 5                             |                               |
| MTA | Maccabi Tel Awiw              | 6                             |                               |
| ASZ | FC Aszdod                     | 7                             |                               |
| BNS | Bene Sachnin                  | 8                             |                               |
| BEI | Beitar Jerozolima             | 9                             |                               |
| HAK | Hapoel Akka                   | 10                            |                               |
| HRH | Hapoel Ramat ha-Szaron        | 11                            |                               |
| HHA | Hapoel Hajfa                  | 12                            |                               |
| HBS | Hapoel Beer Szewa             | 13                            |                               |
| Awans z Liga Leumit po barażach                                                                               |                               |                               |                               |
| HRG | Hapoel Ramat Gan              | 1                             |                               |
| Oznaczenia: - kolumna pierwsza – skróty nazw drużyn, - kolumna trzecia – miejsce zajęte w poprzednim sezonie. |                               |                               |                               |

## Faza zasadnicza

### Tabela
| Lp. | Drużyna                   | M  | Z  | R  | P  | B+ | B- | +/– | Pkt | Kwalifikacja      |
| --- | ------------------------- | -- | -- | -- | -- | -- | -- | --- | --- | ----------------- |
| 1   | Maccabi Tel Awiw          | 26 | 19 | 2  | 5  | 61 | 20 | +41 | 59  | grupa mistrzowska |
| 2   | Maccabi Hajfa             | 26 | 14 | 7  | 5  | 41 | 20 | +21 | 49  | grupa mistrzowska |
| 3   | Ironi Kirjat Szemona      | 26 | 11 | 10 | 5  | 34 | 25 | +9  | 43  | grupa mistrzowska |
| 4   | Hapoel Tel Awiw           | 26 | 12 | 6  | 8  | 33 | 29 | +4  | 42  | grupa mistrzowska |
| 5   | Bene Jehuda               | 26 | 11 | 5  | 10 | 35 | 31 | +4  | 38  | grupa mistrzowska |
| 6   | Ironi Nir Ramat ha-Szaron | 26 | 11 | 4  | 11 | 28 | 30 | −2  | 37  | grupa mistrzowska |
| 7   | FC Aszdod                 | 26 | 10 | 5  | 11 | 30 | 30 | 0   | 35  | grupa spadkowa    |
| 8   | Beitar Jerozolima         | 26 | 8  | 9  | 9  | 36 | 42 | −6  | 33  | grupa spadkowa    |
| 9   | Hapoel Beer Szewa         | 26 | 7  | 9  | 10 | 23 | 35 | −12 | 30  | grupa spadkowa    |
| 10  | Hapoel Hajfa              | 26 | 6  | 10 | 10 | 28 | 40 | −12 | 28  | grupa spadkowa    |
| 11  | Maccabi Netanja           | 26 | 6  | 9  | 11 | 32 | 39 | −7  | 27  | grupa spadkowa    |
| 12  | Bene Sachnin              | 26 | 6  | 8  | 12 | 25 | 45 | −20 | 26  | grupa spadkowa    |
| 13  | Hapoel Ramat Gan          | 26 | 6  | 7  | 13 | 32 | 39 | −7  | 25  | grupa spadkowa    |
| 14  | Hapoel Akka               | 26 | 5  | 9  | 12 | 29 | 42 | −13 | 24  | grupa spadkowa    |

### Wyniki
| Gospodarz \ Gość          | BEI | BnY | BnS | ASH | HAC | HBS | HHA | HRG | HTA | IKS | IRH | MHA | MNE | MTA |
| ------------------------- | --- | --- | --- | --- | --- | --- | --- | --- | --- | --- | --- | --- | --- | --- |
| Beitar Jerozolima         |     | 0–1 | 2–2 | 1–1 | 0–1 | 1–1 | 3–0 | 3–2 | 3–2 | 2–2 | 1–0 | 1–2 | 1–1 | 1–1 |
| Bene Jehuda               | 1–2 |     | 0–0 | 2–0 | 2–1 | 1–0 | 3–1 | 1–0 | 2–1 | 0–2 | 2–2 | 2–0 | 3–0 | 2–3 |
| Bene Sachnin              | 1–1 | 2–2 |     | 1–3 | 2–1 | 3–2 | 2–0 | 1–3 | 0–3 | 1–3 | 0–4 | 0–1 | 0–0 | 0–3 |
| FC Aszdod                 | 2–1 | 2–1 | 1–2 |     | 2–0 | 0–1 | 1–1 | 2–3 | 1–2 | 2–0 | 2–0 | 1–4 | 3–0 | 1–0 |
| Hapoel Akka               | 2–3 | 1–1 | 5–1 | 3–1 |     | 2–2 | 1–3 | 0–3 | 0–0 | 1–1 | 0–2 | 0–0 | 4–4 | 0–2 |
| Hapoel Beer Szewa         | 0–0 | 1–0 | 0–0 | 0–0 | 0–0 |     | 2–1 | 3–2 | 1–2 | 1–0 | 0–1 | 1–1 | 1–3 | 3–1 |
| Hapoel Hajfa              | 3–0 | 2–1 | 1–3 | 2–1 | 0–0 | 0–0 |     | 2–1 | 2–2 | 1–1 | 3–0 | 0–3 | 0–0 | 1–3 |
| Hapoel Ramat Gan          | 2–2 | 1–0 | 2–1 | 0–1 | 1–2 | 3–0 | 1–1 |     | 0–1 | 1–1 | 1–1 | 0–3 | 1–1 | 0–1 |
| Hapoel Tel Awiw           | 0–2 | 2–0 | 1–0 | 1–1 | 0–0 | 4–1 | 2–0 | 2–2 |     | 1–1 | 1–0 | 3–0 | 0–3 | 1–0 |
| Ironi Kirjat Szemona      | 3–2 | 2–0 | 2–0 | 0–0 | 1–0 | 1–1 | 1–1 | 3–1 | 0–1 |     | 2–0 | 0–0 | 0–1 | 0–0 |
| Ironi Nir Ramat ha-Szaron | 1–0 | 2–1 | 1–3 | 1–0 | 3–1 | 0–1 | 2–0 | 1–0 | 1–0 | 0–1 |     | 1–1 | 0–0 | 3–4 |
| Maccabi Hajfa             | 4–1 | 1–1 | 0–0 | 0–1 | 3–1 | 2–0 | 1–1 | 2–0 | 3–0 | 1–3 | 4–0 |     | 1–0 | 1–0 |
| Maccabi Netanja           | 2–3 | 3–5 | 0–0 | 2–0 | 3–1 | 2–1 | 0–0 | 1–1 | 2–1 | 3–4 | 1–2 | 1–2 |     | 0–1 |
| Maccabi Tel Awiw          | 5–0 | 0–1 | 4–0 | 2–1 | 4–0 | 5–0 | 6–2 | 3–1 | 4–0 | 4–0 | 1–0 | 2–1 | 2–1 |     |

## Faza finałowa

### Grupa mistrzowska
| Lp. | Drużyna                   | M  | Z  | R  | P  | B+ | B- | +/– | Pkt | Kwalifikacja lub spadek                      |     | MTA | MHA | HTA | BnY | IKS | IRH |
| --- | ------------------------- | -- | -- | -- | -- | -- | -- | --- | --- | -------------------------------------------- | --- | --- | --- | --- | --- | --- | --- |
| 1   | Maccabi Tel Awiw (M)      | 36 | 25 | 5  | 6  | 78 | 30 | +48 | 80  | Liga Mistrzów UEFA • II runda kwalifikacyjna |     |     | 0–0 | 2–0 | 0–3 | 1–0 | 1–0 |
| 2   | Maccabi Hajfa             | 36 | 19 | 10 | 7  | 62 | 33 | +29 | 67  | Liga Europy UEFA • II runda kwalifikacyjna   |     | 2–2 |     | 3–2 | 1–0 | 3–2 | 6–0 |
| 3   | Hapoel Tel Awiw           | 36 | 17 | 7  | 12 | 47 | 45 | +2  | 58  | Liga Europy UEFA • II runda kwalifikacyjna   |     | 2–4 | 2–2 |     | 2–1 | 1–4 | 2–0 |
| 4   | Bene Jehuda               | 36 | 16 | 7  | 13 | 50 | 40 | +10 | 55  |                                              |     | 2–2 | 2–1 | 0–1 |     | 1–1 | 2–1 |
| 5   | Ironi Kirjat Szemona      | 36 | 14 | 11 | 11 | 45 | 38 | +7  | 53  |                                              | 1–3 | 1–2 | 0–1 | 0–1 |     | 1–0 |     |
| 6   | Ironi Nir Ramat ha-Szaron | 36 | 12 | 4  | 20 | 31 | 50 | −19 | 40  |                                              | 0–2 | 2–1 | 0–1 | 0–3 | 0–1 |     |     |

### Grupa spadkowa
| Lp. | Drużyna                 | M  | Z  | R  | P  | B+ | B- | +/– | Pkt | Kwalifikacja lub spadek                                           |     | ASH | HBS | HHA | BEI | HAC | BnS | MNE | HRG |
| --- | ----------------------- | -- | -- | -- | -- | -- | -- | --- | --- | ----------------------------------------------------------------- | --- | --- | --- | --- | --- | --- | --- | --- | --- |
| 7   | FC Aszdod               | 33 | 12 | 7  | 14 | 38 | 40 | −2  | 43  |                                                                   |     |     |     | 1–0 | 2–2 | 1–2 | 1–1 |     |     |
| 8   | Hapoel Beer Szewa       | 33 | 10 | 11 | 12 | 32 | 39 | −7  | 41  |                                                                   | 2–0 |     | 2–0 |     | 0–0 | 1–2 |     |     |     |
| 9   | Hapoel Hajfa            | 33 | 9  | 12 | 12 | 36 | 45 | −9  | 39  |                                                                   |     |     |     | 3–1 | 1–1 |     | 3–0 | 1–0 |     |
| 10  | Beitar Jerozolima       | 33 | 9  | 12 | 12 | 44 | 54 | −10 | 39  |                                                                   |     | 1–0 |     |     | 2–2 |     | 1–3 | 1–2 |     |
| 11  | Hapoel Akka             | 33 | 8  | 13 | 12 | 39 | 48 | −9  | 37  |                                                                   |     |     |     |     |     | 1–1 | 2–0 | 2–1 |     |
| 12  | Bene Sachnin            | 33 | 8  | 13 | 12 | 31 | 49 | −18 | 37  |                                                                   |     |     | 0–0 | 0–0 |     |     |     | 1–0 |     |
| 13  | Maccabi Netanja (S)     | 33 | 8  | 11 | 14 | 38 | 50 | −12 | 35  | Spadek do Liga Leumit                                             |     | 2–1 | 0–3 |     |     |     | 1–1 |     |     |
| 14  | Hapoel Ramat Gan (P, S) | 33 | 7  | 9  | 17 | 37 | 47 | −10 | 30  | Spadek do Liga Leumit Liga Europy UEFA • III runda kwalifikacyjna |     | 1–2 | 1–1 |     |     |     |     | 0–0 |     |

## Najlepsi strzelcy
| Bramki | Strzelcy             | Drużyna              |
| ------ | -------------------- | -------------------- |
| 22     | Eliran Atar          | Maccabi Tel Awiw     |
| 15     | Shimon Abuhatzira    | Ironi Kirjat Szemona |
| 14     | Ohad Kadusi          | Hapoel Akka          |
| 13     | Omer Damari          | Hapoel Tel Awiw      |
| 11     | Weaam Amasha         | Maccabi Hajfa        |
| 11     | Awi Rikan            | Beitar Jerozolima    |
| 11     | Pedro Joaquín Galván | Bene Jehuda          |
| 10     | David Manga          | Hapoel Ramat Gan     |
| 10     | Toto Tamuz           | Hapoel Tel Awiw      |
| 10     | Dovev Gabay          | Hapoel Beer Szewa    |
| 10     | Munis Dabbur         | Maccabi Tel Awiw     |
| 10     | Ahmad Saba'a         | Maccabi Netanja      |

Źródło: 

## Stadiony
| Beitar Jerozolima |
| Stadion Teddy     |
| 21 600            |
|                   |

| Bene Sachnin |
| Stadion Doha |
| 8 500        |
|              |

| Bene Jehuda Hapoel Tel Awiw Maccabi Tel Awiw |
| Stadion Bloomfield                           |
| 14 413                                       |
|                                              |

| FC Aszdod         |
| Stadion Jedenastu |
| 7 800             |
|                   |

| Hapoel Akka     |
| Stadion Miejski |
| 5 000           |
|                 |

| Hapoel Beer Szewa |
| Stadion Vasermil  |
| 13 000            |
|                   |

| Hapoel Hajfa Maccabi Hajfa |
| Stadion Kirjat Eli’ezer    |
| 14 002                     |
|                            |

| Hapoel Ramat Gan  |
| Stadion Ramat Gan |
| 41 583            |
|                   |

| Ironi Kirjat Szemona |
| Stadion Miejski      |
| 5 300                |
|                      |

| Ironi Nir Ramat ha-Szaron |
| Grundman Stadium          |
| 4 300                     |
|                           |

| Maccabi Netanja |                 |
| Sar-Tov Stadium | Stadion Netanja |
| 7 500           | 13 610          |
|                 |                 |